# 박민주 (가수)
박민주(1991년 11월 7일 ~)는 대한민국의 가수, 국악인이다. 2014년 국가무형문화재 제57호 경기민요 이수자가 되었다.

## 방송
- 2017년 엠넷 《너의 목소리가 보여 4》- 윤도현 편 우승
- 2019년 TV조선 《내일은 미스트롯》 - Top94
- 2020년 MBC 《트로트의 민족》 - Top22(17위)
- 2020년 MBN 《라스트 싱어》 - Top20(15위)
- 2021년 GMTV 《나를알아줘 : 뽕카페》
- 2023년 TV조선 《미스트롯3》 - Top72
- 2025년 KBS 1TV 《가요무대》 - 1881회
- 2025년 KBS 1TV 《TV쇼 진품명품》- 쇼감정단 (1472회, 2025.5.11)

## 음반
- 너의 목소리가 보여4 Part.9 (2017)
- 마술학교 OST Part.4 (2017)
- 마술학교 OST (2018)
- 커피야 부탁해 OST Part.5 (2018)
- 커피야 부탁해 OST (2019)
- 꽁냥꽁냥 (2019)
- 샤르르 (2021)
- 2021.04.15. 싱글 《영텐입니다》마이진/채윤/강혜연/박민주/해수/안성훈/이도진/김중연/김태욱/남승민, 수록곡 〈영텐입니다〉영텐 (작사:제이티브이, 작곡:김정호, 편곡:방배동사람들, 장르:트로트, 발매사:오감엔터테인먼트, 기획사:JTV)

## 공연
- 2021.10.03. 《영텐 콘서트 - 전주》(전북대학교 삼성문화회관)

## 경력
- 한국아동미술치료협회 홍보대사 (2021)

## 수상
- 제28회 KBS국악대경연 성악부문 장원 (2018)
- 제13회 상주전국민요경창대회 일반부 대상 (2012)